# Маттссон, Пелле
Пелле Элькьер Маттссон (дат. Pelle Elkjær Mattsson; род. 4 августа 2001, Марсталь, Эрё) — датский футболист, полузащитник клуба «Силькеборг».

## Клубная карьера
Янссен — воспитанник клуба «Силькеборг». 21 апреля 2019 года в матче против «Видовре» он дебютировал в Первой лиге Дании. В 2020 году игрок помог клубу выйти в элиту. 19 июля 2021 году в матче против «Сёндерйюске» он дебютировал в датской Суперлиге. 6 ноября 2022 года в поединке против «Ольборга» Пелле забил свой первый гол за «Силькеборг». В 2024 году он помог клубу завоевать Кубок Дании.

## Достижения
Клубные
 «Силькеборг»
- Обладатель Кубка Дании — 2023/2024